# Liga Mistrzów w piłce siatkowej (2002/2003)
Liga Mistrzów siatkarzy 2002/2003 (oficjalna nazwa: Indesit European Champions League 2002/2003) - 3. sezon Ligi Mistrzów rozgrywanej od 2000 roku (44. turniej ogólnie, wliczając Puchar Europy Mistrzów Krajowych), organizowanej przez Europejską Konfederację Piłki Siatkowej (CEV) w ramach europejskich pucharów dla 20 męskich klubowych zespołów siatkarskich "starego kontynentu". 
Turniej finałowy rozegrany został w dniach 22-23 marca we włoskim Mediolanie.

## Drużyny uczestniczące
| Państwo    | Drużyna                                    |
| ---------- | ------------------------------------------ |
| Austria    | hotVolleys Wiedeń (L1 + P1)                |
| Belgia     | Noliko Maaseik (L1 + P1)                   |
| Belgia     | Knack Roeselare (L2)                       |
| Bułgaria   | Lewski Sikonko Sofia (L1)                  |
| Francja    | Paris Volley (L1)                          |
| Francja    | Stade Poitevin Poitiers (L2 + P1)          |
| Grecja     | GS Iraklis (L1 + P1)                       |
| Grecja     | Olympiakos SFP (L2)                        |
| Hiszpania  | Unicaja Almería (L1 + P1)                  |
| Hiszpania  | PTV Malaga (L4 + P2)                       |
| Jugosławia | Budućnost Podgorička banka (L1)            |
| Niemcy     | VfB Friedrichshafen (L1 + P1)              |
| Polska     | Mostostal-Azoty Kędzierzyn-Koźle (L1 + P1) |
| Polska     | Galaxia Pamapol AZS Częstochowa (L2)       |
| Rosja      | Lokomotiw-Biełogorje Biełgorod (L1)        |
| Rosja      | MGTU-Łużniki Moskwa (L2)                   |
| Turcja     | Erdemirspor (L1)                           |
| Turcja     | SSK Ankara (P1)                            |
| Włochy     | Kerakoll Modena (L1)                       |
| Włochy     | Noicom BreBanca Cuneo (L6 + P1)            |

## Rozgrywki

### Faza grupowa

#### Grupa A
Tabela
| Lp. | Drużyna                         | Pkt | Mecze | Mecze | Mecze | Sety | Sety | Sety  | Małe punkty | Małe punkty | Małe punkty |
| Lp. | Drużyna                         | Pkt | M     | W     | P     | wyg. | prz. | ratio | zdob.       | str.        | ratio       |
| --- | ------------------------------- | --- | ----- | ----- | ----- | ---- | ---- | ----- | ----------- | ----------- | ----------- |
| 1   | Noliko Maaseik                  | 12  | 6     | 6     | 0     | 18   | 7    | 2.571 | 566         | 490         | 1.155       |
| 2   | Lewski Sikonko Sofia            | 9   | 6     | 3     | 3     | 12   | 12   | 1.000 | 515         | 521         | 0.988       |
| 3   | Olympiakos SFP                  | 8   | 6     | 2     | 4     | 12   | 15   | 0.800 | 581         | 589         | 0.986       |
| 4   | Galaxia Pamapol AZS Częstochowa | 7   | 6     | 1     | 5     | 8    | 16   | 0.500 | 501         | 563         | 0.890       |

Źródło: cev.lu
Zasady ustalania kolejności: 1. liczba zdobytych punktów; 2. wyższy stosunek setów; 3. wyższy stosunek małych punktów.
Punktacja: zwycięstwo – 2 pkt; porażka – 1 pkt
Wyniki spotkań
| Data       | Godz. | Drużyna 1                       | Wynik | Drużyna 2                       | 1     | 2     | 3     | 4     | 5     | Widzów | * |
| ---------- | ----- | ------------------------------- | ----- | ------------------------------- | ----- | ----- | ----- | ----- | ----- | ------ | - |
| 04.12.2002 | 18:30 | Olympiakos SFP                  | 3:1   | Lewski Sikonko Sofia            | 25:21 | 22:25 | 25:23 | 25:13 |       | 100    |   |
| 04.12.2002 | 20:30 | Noliko Maaseik                  | 3:2   | Galaxia Pamapol AZS Częstochowa | 25:18 | 25:27 | 23:25 | 25:13 | 15:10 | 2700   |   |
|            |       |                                 |       |                                 |       |       |       |       |       |        |   |
| 11.12.2002 | 18:00 | Galaxia Pamapol AZS Częstochowa | 3:1   | Olympiakos SFP                  | 28:26 | 25:21 | 19:25 | 26:24 |       | 3000   |   |
| 12.12.2002 | 17:30 | Lewski Sikonko Sofia            | 2:3   | Noliko Maaseik                  | 23:25 | 25:20 | 25:18 | 24:26 | 8:15  | 700    |   |
|            |       |                                 |       |                                 |       |       |       |       |       |        |   |
| 18.12.2002 | 19:30 | Olympiakos SFP                  | 2:3   | Noliko Maaseik                  | 21:25 | 25:20 | 19:25 | 25:20 | 10:15 | 1000   |   |
| 19.12.2002 | 17:30 | Lewski Sikonko Sofia            | 3:1   | Galaxia Pamapol AZS Częstochowa | 25:20 | 19:25 | 25:23 | 28:26 |       | 600    |   |
|            |       |                                 |       |                                 |       |       |       |       |       |        |   |
| 08.01.2003 | 18:00 | Galaxia Pamapol AZS Częstochowa | 0:3   | Lewski Sikonko Sofia            | 19:25 | 16:25 | 17:25 |       |       | 3700   |   |
| 08.01.2003 | 20:30 | Noliko Maaseik                  | 3:1   | Olympiakos SFP                  | 25:21 | 19:25 | 25:20 | 25:16 |       | 2900   |   |
|            |       |                                 |       |                                 |       |       |       |       |       |        |   |
| 15.01.2003 | 20:30 | Noliko Maaseik                  | 3:0   | Lewski Sikonko Sofia            | 25:19 | 25:14 | 25:19 |       |       | 3800   |   |
| 15.01.2003 | 18:30 | Olympiakos SFP                  | 3:2   | Galaxia Pamapol AZS Częstochowa | 25:22 | 26:24 | 20:25 | 21:25 | 15:10 | 300    |   |
|            |       |                                 |       |                                 |       |       |       |       |       |        |   |
| 22.01.2003 | 19:30 | Galaxia Pamapol AZS Częstochowa | 0:3   | Noliko Maaseik                  | 19:25 | 18:25 | 21:25 |       |       | 3000   |   |
| 22.01.2003 | 20:30 | Lewski Sikonko Sofia            | 3:2   | Olympiakos SFP                  | 25:15 | 25:23 | 23:25 | 16:25 | 15:11 | 2200   |   |

#### Grupa B
Tabela
| Lp. | Drużyna         | Pkt | Mecze | Mecze | Mecze | Sety | Sety | Sety  | Małe punkty | Małe punkty | Małe punkty |
| Lp. | Drużyna         | Pkt | M     | W     | P     | wyg. | prz. | ratio | zdob.       | str.        | ratio       |
| --- | --------------- | --- | ----- | ----- | ----- | ---- | ---- | ----- | ----------- | ----------- | ----------- |
| 1   | Kerakoll Modena | 12  | 6     | 6     | 0     | 18   | 2    | 9.000 | 486         | 406         | 1.197       |
| 2   | Knack Roeselare | 9   | 6     | 3     | 3     | 12   | 11   | 1.091 | 522         | 497         | 1.050       |
| 3   | Unicaja Almería | 8   | 6     | 2     | 4     | 6    | 13   | 0.462 | 401         | 465         | 0.862       |
| 4   | Erdemirspor     | 7   | 6     | 1     | 5     | 5    | 15   | 0.333 | 436         | 477         | 0.914       |

Źródło: cev.lu
Zasady ustalania kolejności: 1. liczba zdobytych punktów; 2. wyższy stosunek setów; 3. wyższy stosunek małych punktów.
Punktacja: zwycięstwo – 2 pkt; porażka – 1 pkt
Wyniki spotkań
| Data       | Godz. | Drużyna 1       | Wynik | Drużyna 2       | 1     | 2     | 3     | 4     | 5     | Widzów | * |
| ---------- | ----- | --------------- | ----- | --------------- | ----- | ----- | ----- | ----- | ----- | ------ | - |
| 04.12.2002 | 20:30 | Kerakoll Modena | 3:2   | Knack Roeselare | 20:25 | 25:21 | 20:25 | 25:17 | 15:12 | 1701   |   |
| 05.12.2002 | 20:30 | Unicaja Almería | 3:0   | Erdemirspor     | 25:23 | 25:20 | 25:20 |       |       | 1050   |   |
|            |       |                 |       |                 |       |       |       |       |       |        |   |
| 11.12.2002 | 19:00 | Erdemirspor     | 0:3   | Kerakoll Modena | 22:25 | 22:25 | 22:25 |       |       | 300    |   |
| 11.12.2002 | 20:30 | Knack Roeselare | 3:0   | Unicaja Almería | 25:13 | 25:18 | 25:19 |       |       | 1900   |   |
|            |       |                 |       |                 |       |       |       |       |       |        |   |
| 18.12.2002 | 20:30 | Kerakoll Modena | 3:0   | Unicaja Almería | 25:14 | 25:18 | 25:21 |       |       | 1658   |   |
| 18.12.2002 | 20:30 | Knack Roeselare | 3:0   | Erdemirspor     | 25:13 | 25:18 | 25:23 |       |       | 2000   |   |
|            |       |                 |       |                 |       |       |       |       |       |        |   |
| 09.01.2003 | 19:00 | Erdemirspor     | 2:3   | Knack Roeselare | 24:26 | 25:18 | 34:32 | 21:25 | 13:15 | 700    |   |
| 09.01.2003 | 20:30 | Unicaja Almería | 0:3   | Kerakoll Modena | 22:25 | 15:25 | 29:31 |       |       | 1500   |   |
|            |       |                 |       |                 |       |       |       |       |       |        |   |
| 15.01.2003 | 20:30 | Unicaja Almería | 3:1   | Knack Roeselare | 26:24 | 26:24 | 19:25 | 25:23 |       | 750    |   |
| 15.01.2003 | 20:30 | Kerakoll Modena | 3:0   | Erdemirspor     | 25:17 | 25:21 | 25:23 |       |       | 1912   |   |
|            |       |                 |       |                 |       |       |       |       |       |        |   |
| 22.01.2003 | 20:30 | Erdemirspor     | 3:0   | Unicaja Almería | 25:21 | 25:18 | 25:22 |       |       | 135    |   |
| 22.01.2003 | 19:30 | Knack Roeselare | 0:3   | Kerakoll Modena | 20:25 | 18:25 | 22:25 |       |       | 2500   |   |

#### Grupa C
Tabela
| Lp. | Drużyna                    | Pkt | Mecze | Mecze | Mecze | Sety | Sety | Sety  | Małe punkty | Małe punkty | Małe punkty |
| Lp. | Drużyna                    | Pkt | M     | W     | P     | wyg. | prz. | ratio | zdob.       | str.        | ratio       |
| --- | -------------------------- | --- | ----- | ----- | ----- | ---- | ---- | ----- | ----------- | ----------- | ----------- |
| 1   | Paris Volley               | 12  | 6     | 6     | 0     | 18   | 4    | 4.500 | 513         | 443         | 1.158       |
| 2   | VfB Friedrichshafen        | 10  | 6     | 4     | 2     | 15   | 10   | 1.500 | 561         | 540         | 1.039       |
| 3   | hotVolleys Wiedeń          | 7   | 6     | 1     | 5     | 7    | 16   | 0.438 | 524         | 538         | 0.974       |
| 4   | Budućnost Podgorička banka | 7   | 6     | 1     | 5     | 6    | 16   | 0.375 | 451         | 528         | 0.854       |

Źródło: cev.lu
Zasady ustalania kolejności: 1. liczba zdobytych punktów; 2. wyższy stosunek setów; 3. wyższy stosunek małych punktów.
Punktacja: zwycięstwo – 2 pkt; porażka – 1 pkt
Wyniki spotkań
| Data       | Godz. | Drużyna 1                  | Wynik | Drużyna 2                  | 1     | 2     | 3     | 4     | 5    | Widzów | * |
| ---------- | ----- | -------------------------- | ----- | -------------------------- | ----- | ----- | ----- | ----- | ---- | ------ | - |
| 04.12.2002 | 19:30 | hotVolleys Wiedeń          | 0:3   | Paris Volley               | 23:25 | 21:25 | 21:25 |       |      | 2500   |   |
| 05.12.2002 | 20:15 | VfB Friedrichshafen        | 3:2   | Budućnost Podgorička banka | 24:26 | 25:11 | 20:25 | 25:17 | 15:6 | 2500   |   |
|            |       |                            |       |                            |       |       |       |       |      |        |   |
| 10.12.2002 | 18:00 | Budućnost Podgorička banka | 3:1   | hotVolleys Wiedeń          | 23:25 | 25:22 | 26:24 | 25:18 |      | 3500   |   |
| 10.12.2002 | 20:00 | Paris Volley               | 3:1   | VfB Friedrichshafen        | 25:13 | 25:22 | 20:25 | 25:16 |      | 800    |   |
|            |       |                            |       |                            |       |       |       |       |      |        |   |
| 18.12.2002 | 19:30 | hotVolleys Wiedeń          | 1:3   | VfB Friedrichshafen        | 23:25 | 21:25 | 25:22 | 21:25 |      | 2000   |   |
| 17.12.2002 | 20:00 | Paris Volley               | 3:0   | Budućnost Podgorička banka | 25:16 | 25:21 | 25:19 |       |      | 1400   |   |
|            |       |                            |       |                            |       |       |       |       |      |        |   |
| 07.01.2003 | 19:00 | Budućnost Podgorička banka | 0:3   | Paris Volley               | 20:25 | 18:25 | 20:25 |       |      | 2500   |   |
| 09.01.2003 | 20:15 | VfB Friedrichshafen        | 3:1   | hotVolleys Wiedeń          | 20:25 | 25:20 | 25:22 | 28:26 |      | 3000   |   |
|            |       |                            |       |                            |       |       |       |       |      |        |   |
| 16.01.2003 | 20:15 | VfB Friedrichshafen        | 2:3   | Paris Volley               | 25:14 | 22:25 | 21:25 | 25:23 | 6:15 | 3000   |   |
| 15.01.2003 | 19:30 | hotVolleys Wiedeń          | 3:1   | Budućnost Podgorička banka | 23:25 | 25:17 | 25:19 | 25:17 |      | 1000   |   |
|            |       |                            |       |                            |       |       |       |       |      |        |   |
| 22.01.2003 | 20:30 | Budućnost Podgorička banka | 0:3   | VfB Friedrichshafen        | 22:25 | 24:26 | 29:31 |       |      | 900    |   |
| 22.01.2003 | 20:30 | Paris Volley               | 3:1   | hotVolleys Wiedeń          | 13:25 | 25:19 | 25:19 | 28:26 |      | 1000   |   |

#### Grupa D
Tabela
| Lp. | Drużyna                        | Pkt | Mecze | Mecze | Mecze | Sety | Sety | Sety  | Małe punkty | Małe punkty | Małe punkty |
| Lp. | Drużyna                        | Pkt | M     | W     | P     | wyg. | prz. | ratio | zdob.       | str.        | ratio       |
| --- | ------------------------------ | --- | ----- | ----- | ----- | ---- | ---- | ----- | ----------- | ----------- | ----------- |
| 1   | Lokomotiw-Biełogorje Biełgorod | 11  | 6     | 5     | 1     | 17   | 7    | 2.429 | 562         | 465         | 1.209       |
| 2   | Stade Poitevin Poitiers        | 10  | 6     | 4     | 2     | 14   | 13   | 1.077 | 591         | 612         | 0.966       |
| 3   | GS Iraklis                     | 8   | 6     | 2     | 4     | 10   | 13   | 0.769 | 507         | 521         | 0.973       |
| 4   | SSK Ankara                     | 7   | 6     | 1     | 5     | 8    | 16   | 0.500 | 516         | 578         | 0.893       |

Źródło: cev.lu
Zasady ustalania kolejności: 1. liczba zdobytych punktów; 2. wyższy stosunek setów; 3. wyższy stosunek małych punktów.
Punktacja: zwycięstwo – 2 pkt; porażka – 1 pkt
Wyniki spotkań
| Data       | Godz. | Drużyna 1                      | Wynik | Drużyna 2                      | 1     | 2     | 3     | 4     | 5     | Widzów | * |
| ---------- | ----- | ------------------------------ | ----- | ------------------------------ | ----- | ----- | ----- | ----- | ----- | ------ | - |
| 05.12.2002 | 19:00 | SSK Ankara                     | 2:3   | Lokomotiw-Biełogorje Biełgorod | 29:27 | 12:25 | 25:23 | 12:25 | 14:16 | 1200   |   |
| 03.12.2002 | 20:00 | Stade Poitevin Poitiers        | 3:2   | GS Iraklis                     | 25:21 | 27:25 | 25:27 | 18:25 | 15:13 | 3600   |   |
|            |       |                                |       |                                |       |       |       |       |       |        |   |
| 11.12.2002 | 18:00 | GS Iraklis                     | 3:0   | SSK Ankara                     | 32:30 | 25:12 | 25:22 |       |       | 600    |   |
| 11.12.2002 | 18:00 | Lokomotiw-Biełogorje Biełgorod | 3:1   | Stade Poitevin Poitiers        | 23:25 | 25:8  | 25:23 | 25:14 |       | 4030   |   |
|            |       |                                |       |                                |       |       |       |       |       |        |   |
| 17.12.2002 | 19:00 | SSK Ankara                     | 2:3   | Stade Poitevin Poitiers        | 25:23 | 35:37 | 21:25 | 26:24 | 11:15 | 950    |   |
| 19.12.2002 | 18:00 | Lokomotiw-Biełogorje Biełgorod | 3:0   | GS Iraklis                     | 25:18 | 25:18 | 25:11 |       |       | 4000   |   |
|            |       |                                |       |                                |       |       |       |       |       |        |   |
| 08.01.2003 | 16:00 | GS Iraklis                     | 1:3   | Lokomotiw-Biełogorje Biełgorod | 25:15 | 25:27 | 20:25 | 17:25 |       | 600    |   |
| 07.01.2003 | 20:00 | Stade Poitevin Poitiers        | 3:1   | SSK Ankara                     | 26:24 | 25:20 | 21:25 | 25:14 |       | 4000   |   |
|            |       |                                |       |                                |       |       |       |       |       |        |   |
| 14.01.2003 | 20:00 | Stade Poitevin Poitiers        | 3:2   | Lokomotiw-Biełogorje Biełgorod | 25:21 | 21:25 | 25:22 | 22:25 | 15:11 | 4000   |   |
| 15.01.2003 | 19:00 | SSK Ankara                     | 3:1   | GS Iraklis                     | 25:15 | 23:25 | 25:21 | 25:21 |       | 700    |   |
|            |       |                                |       |                                |       |       |       |       |       |        |   |
| 22.01.2003 | 19:30 | GS Iraklis                     | 3:1   | Stade Poitevin Poitiers        | 25:20 | 25:16 | 23:25 | 25:21 |       | 450    |   |
| 22.01.2003 | 20:30 | Lokomotiw-Biełogorje Biełgorod | 3:0   | SSK Ankara                     | 25:18 | 25:18 | 27:25 |       |       | 5000   |   |

#### Grupa E
Tabela
| Lp. | Drużyna                          | Pkt | Mecze | Mecze | Mecze | Sety | Sety | Sety  | Małe punkty | Małe punkty | Małe punkty |
| Lp. | Drużyna                          | Pkt | M     | W     | P     | wyg. | prz. | ratio | zdob.       | str.        | ratio       |
| --- | -------------------------------- | --- | ----- | ----- | ----- | ---- | ---- | ----- | ----------- | ----------- | ----------- |
| 1   | Mostostal-Azoty Kędzierzyn-Koźle | 11  | 6     | 5     | 1     | 15   | 7    | 2.143 | 509         | 451         | 1.129       |
| 2   | MGTU-Łużniki Moskwa              | 10  | 6     | 4     | 2     | 12   | 9    | 1.333 | 485         | 452         | 1.073       |
| 3   | Noicom BreBanca Cuneo            | 9   | 6     | 3     | 3     | 15   | 11   | 1.364 | 569         | 563         | 1.011       |
| 4   | PTV Malaga                       | 6   | 6     | 0     | 6     | 3    | 18   | 0.167 | 416         | 513         | 0.811       |

Źródło: cev.lu
Zasady ustalania kolejności: 1. liczba zdobytych punktów; 2. wyższy stosunek setów; 3. wyższy stosunek małych punktów.
Punktacja: zwycięstwo – 2 pkt; porażka – 1 pkt
Wyniki spotkań
| Data       | Godz. | Drużyna 1                        | Wynik | Drużyna 2                        | 1     | 2     | 3     | 4     | 5     | Widzów | * |
| ---------- | ----- | -------------------------------- | ----- | -------------------------------- | ----- | ----- | ----- | ----- | ----- | ------ | - |
| 04.12.2002 | 18:00 | Mostostal-Azoty Kędzierzyn-Koźle | 3:0   | PTV Malaga                       | 30:28 | 25:15 | 25:18 |       |       | 2500   |   |
| 05.12.2002 | 19:00 | MGTU-Łużniki Moskwa              | 3:0   | Noicom BreBanca Cuneo            | 25:18 | 21:25 | 22:25 | 25:20 | 16:14 | 800    |   |
|            |       |                                  |       |                                  |       |       |       |       |       |        |   |
| 11.12.2002 | 20:30 | Noicom BreBanca Cuneo            | 2:3   | Mostostal-Azoty Kędzierzyn-Koźle | 20:25 | 25:21 | 13:25 | 25:17 | 10:15 | 1500   |   |
| 11.12.2002 | 19:00 | PTV Malaga                       | 1:3   | MGTU-Łużniki Moskwa              | 25:23 | 23:25 | 15:25 | 16:25 |       | 150    |   |
|            |       |                                  |       |                                  |       |       |       |       |       |        |   |
| 18.12.2002 | 18:00 | Mostostal-Azoty Kędzierzyn-Koźle | 0:3   | MGTU-Łużniki Moskwa              | 23:25 | 22:25 | 19:25 |       |       | 3500   |   |
| 19.12.2002 | 19:00 | PTV Malaga                       | 2:3   | Noicom BreBanca Cuneo            | 23:25 | 25:20 | 26:24 | 19:25 | 11:15 | 220    |   |
|            |       |                                  |       |                                  |       |       |       |       |       |        |   |
| 08.01.2003 | 20:30 | Noicom BreBanca Cuneo            | 3:0   | PTV Malaga                       | 25:22 | 25:22 | 26:24 |       |       | 1800   |   |
| 08.01.2003 | 19:00 | MGTU-Łużniki Moskwa              | 0:3   | Mostostal-Azoty Kędzierzyn-Koźle | 19:25 | 22:25 | 20:25 |       |       | 1005   |   |
|            |       |                                  |       |                                  |       |       |       |       |       |        |   |
| 14.01.2003 | 19:00 | MGTU-Łużniki Moskwa              | 3:0   | PTV Malaga                       | 25:20 | 25:16 | 25:17 |       |       | 63     |   |
| 15.01.2003 | 18:00 | Mostostal-Azoty Kędzierzyn-Koźle | 3:2   | Noicom BreBanca Cuneo            | 27:29 | 25:20 | 19:25 | 25:22 | 16:14 | 4000   |   |
|            |       |                                  |       |                                  |       |       |       |       |       |        |   |
| 22.01.2003 | 20:30 | Noicom BreBanca Cuneo            | 3:0   | MGTU-Łużniki Moskwa              | 29:27 | 25:19 | 25:21 |       |       | 500    |   |
| 22.01.2003 | 20:30 | PTV Malaga                       | 0:3   | Mostostal-Azoty Kędzierzyn-Koźle | 22:25 | 18:25 | 11:25 |       |       | 150    |   |

### Faza play-off
| Data       | Godz. | Drużyna 1                        | Wynik | Drużyna 2                      | 1     | 2     | 3     | 4     | 5     | Widzów | * |
| ---------- | ----- | -------------------------------- | ----- | ------------------------------ | ----- | ----- | ----- | ----- | ----- | ------ | - |
| 12.02.2003 | 20:30 | Kerakoll Modena                  | 3:1   | VfB Friedrichshafen            | 21:25 | 25:21 | 25:15 | 25:17 |       | 2000   |   |
| 19.12.2002 | 18:30 | Kerakoll Modena                  | 2:3   | VfB Friedrichshafen            | 23:25 | 25:20 | 25:21 | 20:25 | 14:16 | 4200   |   |
|            |       |                                  |       |                                |       |       |       |       |       |        |   |
| 11.02.2003 | 18:00 | Mostostal-Azoty Kędzierzyn-Koźle | 3:0   | Noliko Maaseik                 | 25:19 | 27:25 | 25:19 |       |       | 3600   |   |
| 19.02.2003 | 20:30 | Mostostal-Azoty Kędzierzyn-Koźle | 1:3   | Noliko Maaseik                 | 25:21 | 17:25 | 19:25 | 21:25 |       | 4000   |   |
|            |       |                                  |       |                                |       |       |       |       |       |        |   |
| 11.02.2003 | 20:00 | Stade Poitevin Poitiers          | 3:2   | Paris Volley                   | 25:22 | 25:19 | 18:25 | 18:25 | 17:15 | 4300   |   |
| 18.02.2003 | 20:30 | Stade Poitevin Poitiers          | 0:3   | Paris Volley                   | 21:25 | 21:25 | 23:25 |       |       | 2000   |   |
|            |       |                                  |       |                                |       |       |       |       |       |        |   |
| 13.02.2003 | 19:00 | MGTU-Łużniki Moskwa              | 1:3   | Lokomotiw-Biełogorje Biełgorod | 25:20 | 13:25 | 17:25 | 20:25 |       | 996    |   |
| 18.02.2003 | 19:00 | MGTU-Łużniki Moskwa              | 1:3   | Lokomotiw-Biełogorje Biełgorod | 11:25 | 23:25 | 25:17 | 19:25 |       | 3600   |   |

### Final Four
|  | Półfinały | Półfinały                        | Półfinały |  |  | Finał             | Finał                            | Finał             |
|  |           |                                  |           |  |  |                   |                                  |                   |
|  | Włochy    | Kerakoll Modena                  | 3         |  |  |                   |                                  |                   |
|  | Polska    | Mostostal-Azoty Kędzierzyn-Koźle | 1         |  |  |                   |                                  |                   |
|  |           |                                  |           |  |  | Włochy            | Kerakoll Modena                  | 0                 |
|  |           |                                  |           |  |  | Rosja             | Lokomotiw-Biełogorje Biełgorod   | 3                 |
|  | Francja   | Paris Volley                     | 2         |  |  |                   |                                  |                   |
|  | Rosja     | Lokomotiw-Biełogorje Biełgorod   | 3         |  |  | Mecz o 3. miejsce | Mecz o 3. miejsce                | Mecz o 3. miejsce |
|  |           |                                  |           |  |  |                   |                                  |                   |
|  |           |                                  |           |  |  | Polska            | Mostostal-Azoty Kędzierzyn-Koźle | 3                 |
|  |           |                                  |           |  |  | Francja           | Paris Volley                     | 0                 |

#### Półfinały
| Data       | Godz. | Drużyna 1       | Wynik | Drużyna 2                        | 1     | 2     | 3     | 4     | 5     | Widzów | * |
| ---------- | ----- | --------------- | ----- | -------------------------------- | ----- | ----- | ----- | ----- | ----- | ------ | - |
| 22.03.2003 | 17:30 | Kerakoll Modena | 3:1   | Mostostal-Azoty Kędzierzyn-Koźle | 32:30 | 23:25 | 25:15 | 25:14 |       | 6500   |   |
| 22.03.2003 | 14:30 | Paris Volley    | 2:3   | Lokomotiw-Biełogorje Biełgorod   | 32:30 | 23:25 | 26:24 | 21:25 | 10:15 | 3500   |   |

#### Mecz o 3. miejsce
| Data       | Godz. | Drużyna 1                        | Wynik | Drużyna 2    | 1     | 2     | 3     | 4 | 5 | Widzów | * |
| ---------- | ----- | -------------------------------- | ----- | ------------ | ----- | ----- | ----- | - | - | ------ | - |
| 23.03.2003 | 15:00 | Mostostal-Azoty Kędzierzyn-Koźle | 3:0   | Paris Volley | 26:24 | 28:26 | 25:21 |   |   | 8000   |   |

#### Finał
| Data       | Godz. | Drużyna 1       | Wynik | Drużyna 2                      | 1     | 2     | 3     | 4 | 5 | Widzów | * |
| ---------- | ----- | --------------- | ----- | ------------------------------ | ----- | ----- | ----- | - | - | ------ | - |
| 23.03.2003 | 18:00 | Kerakoll Modena | 0:3   | Lokomotiw-Biełogorje Biełgorod | 22:25 | 24:26 | 23:25 |   |   | 12500  |   |